# Strażnica WOP Bliszczyce
Strażnica Wojsk Ochrony Pogranicza Bliszczyce – nieistniejący obecnie pododdział Wojsk Ochrony Pogranicza pełniący służbę graniczną na granicy polsko-czechosłowackiej.

Strażnica Straży Granicznej w Bliszczycach – nieistniejąca obecnie graniczna jednostka organizacyjna Straży Granicznej realizująca zadania bezpośrednio w ochronie granicy państwowej z Republiką Czeską.

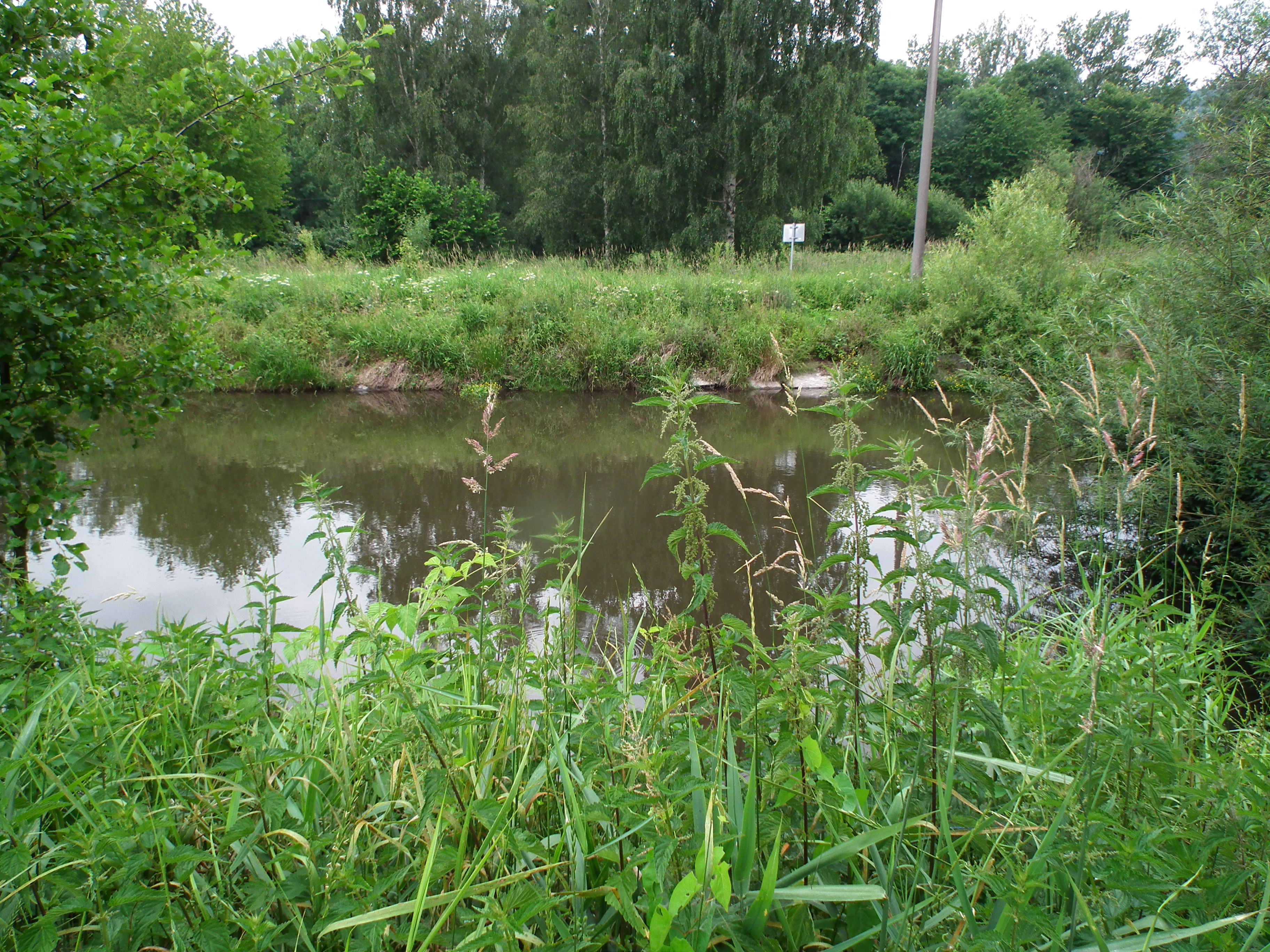
Granica polsko-czeska na rzece Opawie w Bliszczycach (czerwiec 2019)

## Formowanie i zmiany organizacyjne
Strażnica została sformowana w 1945 w strukturze 47 komendy odcinka Głubczyce jako 217 strażnica WOP (Bliszczyce) o stanie 56 żołnierzy. Kierownictwo strażnicy stanowili: komendant strażnicy, zastępca komendanta do spraw polityczno-wychowawczych i zastępca do spraw zwiadu. Strażnica składała się z dwóch drużyn strzeleckich, drużyny fizylierów, drużyny łączności i gospodarczej. Etat przewidywał także instruktora do tresury psów służbowych oraz instruktora sanitarnego.
W związku z reorganizacją oddziałów WOP 24 kwietnia 1948, 217 strażnica OP Bliszczyce została włączona w struktury 69 batalionu Ochrony Pogranicza, a 1 stycznia 1951 44 batalionu WOP w Głubczycach.
Od 15 marca 1954 wprowadzono nową numerację strażnic, a strażnica WOP Bliszczyce otrzymała nr 225 w skali kraju. W 1956 rozpoczęto numerowanie strażnic na poziomie brygady. Strażnica II kategorii Bliszczyce była 15 w 4 Brygadzie Wojsk Ochrony Pogranicza. 1 stycznia 1960 była jako 11 strażnica WOP IV kategorii Bliszczyce.

4 lipca 1961, rozformowano 44 batalion WOP w Głubczycach, strażnica została włączona w struktury 43 batalionu WOP w Raciborzu.1 stycznia 1964 była jako 12 strażnica WOP lądowa IV kategorii Bliszczyce.

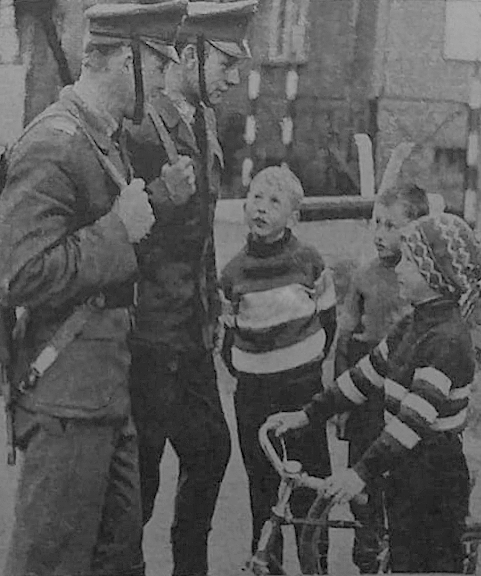
Miejscowe dzieci z żołnierzami WOP (1973)

W 1976 w związku z przejściem na dwuszczeblowy system dowodzenia, strażnicę podporządkowano bezpośrednio pod sztab Górnośląskiej Brygady WOP w Gliwicach.
13 grudnia 1981 po wprowadzeniu stanu wojennego na terytorium kraju, dowódca GB WOP wewnętrznym rozkazem w miejscu stacjonowania poszczególnych batalionów, utworzył tzw. „wysunięte stanowiska dowodzenia” (zalążek przyszłych batalionów granicznych), którym podporządkował strażnice znajdujące się na odcinkach dawnych batalionów granicznych. Brygada wykonywała zadania ochrony granicy i bezpieczeństwa państwa wynikające z dekretu o wprowadzeniu stanu wojennego.

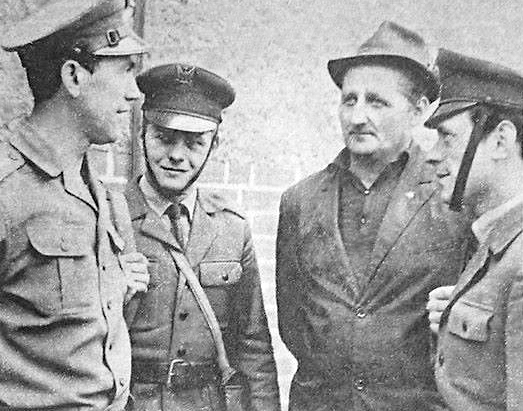
D-ca strażnicy kpt. Jerzy Głuszczyński (z lewej) i rezerwista WOP, szer. Józef Literski w rozmowie z przodującymi żołnierzami st. szer. Marcinem Cajza i szer. Franciszkiem Jodemem (1973–1976)

W drugiej połowie 1984 Strażnica WOP Bliszczyce została włączona w struktury utworzonego batalionu granicznego WOP im. Bohaterów Powstań Śląskich w Raciborzu, jako Strażnica WOP Lądowa rozwinięta w Bliszczycach.
Strażnica WOP Bliszczyce funkcjonowała do maja 1989, kiedy to została rozformowania. Następnie obiekt wykorzystywany był do prowadzenia szkoleń z kadrą GB WOP.
Straż Graniczna:
W 1992 zarządzeniem Komendanta Głównego Straży Granicznej, strażnica została utworzona przez Śląski Oddział Straży Granicznej w Raciborzu (ŚlOSG) i przyjęła nazwę Strażnica Straży Granicznej w Bliszczycach (Strażnica SG w Bliszczycach).
Po powodzi tysiąclecia w 1997 strażnicę przeniesiono na komisariat Policji w Branicach i w 1998 została rozformowania. Ochraniany przez strażnicę odcinek granicy, przejęła Strażnica SG w Pilszczu, a obiekt został przekazany gminie.

## Ochrona granicy
W 1960 11 strażnica WOP Bliszczyce IV kategorii ochraniała odcinek granicy państwowej o długości 12591 m:
- Włącznie znak graniczny nr IV/85, wyłącznie) znak. gran. nr 93/11.
- Współdziałała w zabezpieczeniu granicy państwowej z:
  - Strażnice WOP w: Pilszczu i Krasnym Polu
  - Grupa Operacyjno-Rozpoznawcza Zwiadu w Głubczycach
- W okresie zimowym pas śnieżny sprawdzany był minimum: na głównym kierunku dwukrotnie, na pozostałym raz w ciągu doby.
- W ochronie granicy dowódcy strażnicy ściśle współpracowali ze swoimi odpowiednikami tj. naczelnikami placówek OSH (Ochrana Statnich Hranic) CSRS:
  - Vávrovice.
  - Krnov.

Straż Graniczna:
Komendant strażnicy współdziałał w zabezpieczeniu granicy państwowej z placówkami po stronie czeskiej cizinecké policie RCPP.
19 lutego 1996 na odcinku strażnicy zostało uruchomione przejście graniczne małego ruchu granicznego (mrg), w którym kontrolę graniczną i celną osób, towarów i środków transportu wykonywała załoga strażnicy:
- Branice-Úvalno.

## Wydarzenia
- 1956 – koniec czerwca, początek lipca w okresie tzw. „Wypadków poznańskich”, przy linii granicznej i w strefie działania, odnajdywano pakunki zawierające ulotki z tzw. „bibułą”, przytwierdzone do balonów leżących na ziemi[13]. W związku z masowością zjawiska, żołnierze otrzymali zezwolenie na użycie broni, celem zestrzelenia nisko przelatujących balonów (nawet jeśli znajdowały się na terytorium czechosłowackim, ale w zasięgu ognia – to samo czynili pogranicznicy czechosłowaccy)[14].
- 1969 – 24 października w wypadku samochodowym, w trakcie wykonywania zadania służbowego, zginął dowódca strażnicy kpt. Stefan Krzyżostaniak[15].
- 1973 – z inicjatywy z-cy d-cy strażnicy ds. politycznych por. Stanisława Marchwiaka, byłego przewodniczącego GRN Jana Tęgosika i dyrektora miejscowej szkoły Michała Łozińskiego, przy współudziale mieszkańców, młodzieży zrzeszonej w Związku Socjalistycznej Młodzieży Wiejskiej i żołnierzy WOP wybudowano basen o wymiarach 25 × 15 m (Projekt zrodził się jesienią 1971). Oficjalne otwarcie nastąpiło w 29 rocznicę Polski Ludowej[16].
- 13 grudnia 1981–22 lipca 1983 – (stan wojenny w Polsce), normę służby granicznej dla żołnierzy podwyższono z 8 do 12 godzin na dobę. Ścisłą kontrolą objęto całą strefę nadgraniczną. W stan gotowości były postawione pododdziały odwodowe[17].

Straż Graniczna:
- 1993 – strażnica otrzymała na wyposażenie samochód osobowo-terenowy Land Rover Defender I 110 w zamian za UAZ 469 i motocykle Honda xl 125s w zamian za WSK 125.
- 1997 – lipiec, w wyniku powodzi tysiąclecia strażnica została zalana przez rzekę Opawę, dokumentacja oraz siły i środki ewakuowane były drogą powietrzną w bezpieczne miejsce.

## Strażnice sąsiednie
- 216 strażnica WOP Boboluszki ⇔ 218 strażnica WOP Chomiz – 1946
- 216 strażnica OP Boboluszki ⇔ 218 strażnica OP Krasne Pole – 1949
- 224 strażnica WOP Boboluszki ⇔ 226 strażnica WOP Krasne Pole – 1954
- 14 strażnica WOP Boboluszki III kat. ⇔ 16 strażnica WOP Krasne Pole II kat. – 1956
- 12 strażnica WOP Boboluszki IV kat. ⇔ 10 strażnica WOP Krasne Pole IV kat. – 01.01.1960
- 13 strażnica WOP Boboluszki lądowa IV kat. ⇔ 11 strażnica WOP Krasne Pole lądowa IV kat. – 01.01.1964
- Strażnica WOP Boboluszki ⇔ Strażnica WOP Krasne Pole – do 1976
- Strażnica WOP Lądowa rozwinięta kat. I w Pilszczu ⇔ Strażnica WOP Lądowa rozwinięta kat. I w Krasnym Polu – 1984–05.1989

Straż Graniczna:
- Strażnica SG w Pilszczu ⇔ Strażnica SG w Krasnym Polu – 1992–1988.

## Dowódcy/komendanci strażnicy
- por. Józef Mańko (01.01.1949–29.11.1949)[18]
- ppor. Józef Szmat (był w 1952)
- kpt. Stefan Krzyżostaniak (do † 24.10.1969)[15]
- kpt. Jerzy Głuszczyński (był w 1973[16]–był w 1976)[19]
- por. Stanisław Marchwiak[20]
- kpt. Zbigniew Denkiewicz[21] (był w 04.1979–był w 1981)[f]
- chor. Franciszek Pokorczak[22] (był w 1982)
- kpt. Andrzej Zagaj
- ppor. Franciszek Pokorczak
- chor. Andrzej Nowak p.o. (był we 09.1988)
- ppor. Stanisław Wojtyła[22] (09.1988–05.1989) – do rozformowania[g]

Komendanci strażnicy SG:
- ppor. SG/por. SG Wojciech Skowronek (1992–1998) – do rozformowania[h].